# Ті, що вірили
«Ті, що вірили» (англ. The Great Believers) — історичний роман американської письменниці Ребекки Маккай, який вийшов 4 червня 2018 року у видавництві Penguin Books.
Роман розповідає про дві сюжетні лінії, розділи яких чергуються. Перший, дія якого відбувається в Чикаго 1980-х та 90-х років, зосереджений на Єлі Тішмані, менеджері з придбання художньої галереї, який живе в Бойстауні. Поки він укладає угоду, яка визначить його кар'єру, спільнота, до якої він належить, переважно гей- чоловіків, навколо нього руйнується через руйнівні наслідки епідемії СНІДу. Друга сюжетна лінія розгортається в Парижі 2015 року. Вона розповідає про Фіону Маркус, другорядну героїню з першої сюжетної лінії, яка намагається знайти свою дорослу доньку, з якою втратила зв’язок, і переосмислює довготривалий вплив епідемії СНІДу на своє життя.
Книжка була лауреатом медалі Ендрю Карнегі, фіналістом Національної книжкової премії за художню літературу, лауреатом книжкової премії Стоунволл та фіналістом Пулітцерівської премії за художню літературу.

## Сюжет

### 1985–1992
1985 року в Чикаго Єль Тішман та його давній хлопець Чарлі Кін відвідують вечірку, присвячену пам’яті Ніко Маркуса, близького друга, який нещодавно помер від СНІДу. Під час показу слайдів із фотографіями Ніко та його друзів, переповнений емоціями, Єль ненадовго йде до кімнати нагорі та виходить до покинутого будинку. Пізніше він дізнається від Чарлі, що учасники вечірки пішли, щоб здійснити набіг на квартиру Ніко та забрати його речі на згадку.
Наступного ранку Єль вирушає на роботу до галереї Бріґґ при Північно-Західному університеті, куди його найняли для допомоги у створенні постійної колекції. Після прибуття Єль дізнається, що двоюрідна бабуся Ніко, Нора Лернер, за підтримки сестри Ніко, Фіони, запропонувала пожертвувати свою особисту колекцію раніше невідкритих творів Модільяні, Сутіна, Пасена, Фухіти та інших художників Втраченого покоління 1920-х років. Наступного дня він вирушає у нічну ділову поїздку до будинку Нори в окрузі Дор, штат Вісконсин, разом із Сесілі Пірс, директоркою з планування благодійності Північно-Західної компанії, щоб зустрітися з Норою та оцінити потенційну автентичність її колекції. Вона зізнається, що картини та ескізи, здебільшого її власні, були подаровані їй як особисті подарунки художниками, для яких вона працювала моделлю, навчаючись у художній школі в Парижі після Першої світової війни. Хоча Єльський університет залишається сповненим надій після їхнього візиту, Сесілі, очевидно, скептично ставиться до справжності цих робіт через очевидну відсутність багатства Нори. Пізніше вона попереджає Єльський університет, що Френк Лернер, син Нори, звернувся за допомогою до великого донора, щоб заблокувати пожертвування та успадкувати колекцію.
Вдома, в квартирі Бойстауна, яку ділять Єль та Чарлі, зростає напруга. Чарлі схильний до нападів ревнощів, а його звинувачувальні спалахи є частим джерелом сварок. Позаяк вони перебувають у моногамних стосунках вже кілька років, то вважають, що захищені від епідемії СНІДу. Однак зростання кількості геїв у їхньому найближчому оточенні та ширшій спільноті, які отримують позитивний результат тесту на ВІЛ, мають виснажливі симптоми та помирають від СНІДу, створює додаткове напруження для їхніх стосунків.
Тим часом Нора надсилає до офісу фотографії своєї колекції, які переконують Єля та його керівника, Білла Ліндсі, в автентичності робіт. Вони заручилися допомогою донорів Аллена та Есме Шарп, а також головного юрисконсульта університету Герберта Сноу, щоб якомога швидше фінансово та юридично підтримати придбання, оскільки Нора помирає від серцевої недостатності, а її живі нащадки активно протистоять тому, що вона пожертвувала ці роботи. Єль, Білл та аспірант-стажер Єльського університету Роман повертаються до округу Дор, щоб особисто побачити роботи. Попри всі зусилля Френка зупинити їх, групі вдається укласти угоду та офіційно придбати повний комплект картин та ескізів Нори як частину постійної колекції музею Бріґґ.
Єль повертається додому з тріумфом, але виявляє, що Чарлі заразився ВІЛ/СНІДом, таємно пройшовши тест після того, як дізнався про ВІЛ-позитивний статус Джуліана Еймса, привабливого молодого актора з їхнього кола друзів. У ніч поминальної вечірки Ніко Чарлі в пориві ревнощів займався сексом з Джуліаном, вважаючи, що Єль пішов з Тедді Нейплзом, ще одним їхнім другом. Ображений і сповнений люті через лицемірство та невірність Чарлі, Єль залишає його та проводить решту роману, ночуючи в різних місцях: у квартирі партнера Ніко Терренса, на дивані Сесілі та, зрештою, у вільній квартирі Шарпів у Марина Таверс.
Єль та Роман ще двічі повертаються до округу Дор, щоб відвідати Нору та записати історії, що лежать в основі колекції. Одна з умов її пожертви полягає в тому, щоб у галереї разом із роботами відомих художників з її колекції були виставлені роботи Ранко Новака, невідомого художника та її колишнього коханого. Вона зізнається, що Ранко був коханням усього її життя, але отримав важку травму через переживання на полі бою та покінчив життя самогубством на її очах невдовзі після повернення з війни. Невдовзі після цього візиту Єль залишає Бріґґ, жертвуючи своєю роботою, щоб задобрити донора, якого Френк залучив, щоб заблокувати пожертвування колекції Нори. Він починає сексуальні стосунки з Романом, якого вважає пригніченим мормоном, що проявляє свою сексуальність. Пізніше Єль дізнається, що Роман спав з різними іншими чоловіками, зокрема з Біллом. Він проходить повторне обстеження та дізнається, що заразився ВІЛ/СНІДом. Після того, як Єль зламав одне з ребер на протесті ACT UP, його стан почав погіршуватися. В останні кілька років його життя Сесілі та Фіона доглядають за ним, і він доживає до виставки робіт Нори в музеї Бріґґ, перш ніж померти на самоті на лікарняному ліжку в масонському медичному центрі Advocate Illinois.

### 2015 рік
2015 року Фіона, 51-річна розлучена жінка, летить до Парижа, щоб знайти свою доньку Клер, з якою вона розлучилася і яка зникла безвісти три роки тому. Підказка, яку їй дали, також говорить про те, що у Клер є дитина, онука, яку Фіона ніколи не знала. У польоті Фіона зустрічає американського журналіста Джейка Остіна, алкоголіка з «гаманцем-бумерангом», який повертається до нього щоразу, коли власник його втрачає.
Перебуваючи в Парижі, вона зупиняється у свого старого друга Рішара Кампо та його набагато молодшого хлопця та публіциста Сержа в їхній резиденції на острові Сен-Луї. Річард, неофіційний документатор соціального кола Фіони та Єля в Бойстауні до та під час епідемії СНІДу, зараз є відомим фотографом. Допомагаючи Фіоні знайти Клер, він і Серж також поринули у підготовку до майбутньої виставки Річарда в Центрі Помпіду.
Після безрезультатного першого дня пошуків Фіона зустрічає Джейка, який шукав її в надії зв'язатися з Річардом, щоб можливо написати про нього статтю. Вагаючись, вона погоджується дати йому номер Сержа, але потім отримує дзвінок від свого приватного детектива Арно та повідомляє, що він вистежив Курта Пірса, сина Сесілі та колишнього хлопця Клер. Клер і Курт познайомилися на першому курсі коледжу, коли Клер навчалася в коледжі, і невдовзі після цього вона кинула навчання. Потім пара приєдналася до культу, знаного як «Колекція Осанна», і прожила рік на фермі культу в Боулдері, штат Колорадо, перш ніж безслідно зникнути.
Фіона та Арно дізнаються, що Курт одружений з іншою жінкою, і вриваються до його квартири, де знаходять фотографії дитини Курта та Клер. Пізніше Фіона повертається до квартири, щоб зустрітися з Куртом віч-на-віч; тим часом Арно розшукує місце роботи Клер і домовляється про зустріч між Фіоною та Клер. Коли вони зустрічаються, Клер, очевидно, затаїла образу на свою матір і відмовляється надати Фіоні свою контактну інформацію, але погоджується побачитися з нею знову через два дні.
У міру розвитку цих подій Фіона відвідує кілька мистецьких заходів разом з Річардом, Сержем та Джейком, з якими починає випадкові сексуальні стосунки. Вона також розмірковує про дитинство Клер і про те, де, на її думку, вона помилилася як мати. Фіона завагітніла Клер, коли ще була студенткою коледжу та вивчала психологію, а її батько, Деміен Бланшар, був професором Фіони. У Фіони була післяпологова депресія після народження Клер, а також їй було важко відкритися Деміану через травму втрати багатьох близьких під час епідемії СНІДу. Роман Фіони з чоловіком, з яким вона познайомилася на заняттях йогою, лише прискорив розірвання їхнього шлюбу та, зрештою, розлучення. Тінь епідемії СНІДу нависла над дитинством Клер – Клер проводила багато годин у благодійній крамниці, прибуток від якої спрямовується на забезпечення житлом для ВІЛ-позитивних, яким опікується Фіона. Вона з дитинства чула безліч історій про брата Фіони та його друзів із Бойстауна, які також померли від СНІДу. Найважливіше те, що Клер народилася за день до смерті Єля, у пологовому відділенні тієї ж лікарні. Клер стверджує, що Фіона сказала, що день народження Клер був найгіршим днем у її житті.
Місто раптово охоплює хаос через паризькі теракти у листопаді 2015 року, і Фіона намагається зв'язатися з Клер. Тим часом Річард несподівано приїжджає до неї візит Джуліана, якого вона вважала давно померлим від СНІДу. Наступного дня Фіона та Сесілі вперше зустрічають трирічну доньку Клер, Ніколетт, та доглядають за нею, поки Клер на роботі. Спостерігаючи за грою Ніколетт у парку, Фіона розридається та зізнається Сесілі, що за чотири дні до його смерті вона відмовила матері Єля у відвідуванні відділення СНІДу. Вона вирішує переїхати до Парижа, щоб бути з Клер та Ніколетт і спокутувати жаль, який відчуває як мати.
У день попереднього показу вистави Річарда Фіона та Клер зустрічаються в сувенірній крамниці Музею Помпіду. Клер гнівно дорікає Фіоні за те, що вона кинула тінь смерті Єля на все її виховання. Джуліан намагається їх примирити, і Клер, на жаль, неохоче приймає той факт, що Фіона переїде до Парижа. Усі троє заходять до галереї, щоб подивитися виставку Річарда, на якій помітно представлені фотографії з Бойстауна 1980-х років. Роман закінчується тим, що Фіона дивиться раніше не бачені кадри, де її брат Єль та Чарлі жартують, поки вони ще щасливі та здорові.

## Прийняття
Роман «Ті, що вірили» отримав схвальні відгуки від Kirkus,Booklist, Publishers Weekly, та Shelf Awareness, а також позитивні відгуки від Library Journal, The New York Times Book Review, The Guardian, Los Angeles Review of Books, Entertainment Weekly, The Star Tribune, The Kenyon Review, NPR, The San Francisco Chronicle, The Boston Globe, та Lambda Literary серед інших. Згідно з Book Marks, книжка отримала «позитивний» консенсус, оснований на сімнадцяти відгуках критиків: десять «захоплених», шість «позитивних» та один «змішаний». У розділі «Книги в медіа» книжка отримала оцінку 5 з 5 на основі трьох рецензій критиків. У випуску журналу «Bookmarks» за вересень/жовтень 2018 року книжка отримала чотири бали з п’яти.
У статті для Los Angeles Times Ден Лопес назвав книжку «Ті, що вірили» «болісними роздумами про СНІД, втрату та дружбу». Kirkus сказав, що книжка була «настільки ж захопливою, наскільки й вдумливою та зворушливою».
Селія Макґі з NPR зазначила: «Письмо Маккай не прагне привертати увагу до себе; натомість воно дає змогу розгорнутися її персонажам, емоціям, особистим подіям і суспільним явищам із відчуттям невідкладності та справжності. У її прозі відчуваються і гіркота зрад — коханими, родиною, навіть надією — і щедрість: романтики, смутку, зростання та здивування. Вона розкриває своєрідну математику, не менш захопливу, ніж її уважність до суперечностей людських характерів».
Тім Мерфі з Newsday написав, що Маккай «Вона, безперечно, чудово впоралася із завданням — передати атмосферу компанії друзів у певному часі й просторі з гумором і співчуттям. Діалоги між її гомосексуальними персонажами звучать надзвичайно природно — без надмірної манірності, але й без зайвої серйозності, завжди з гіркою дотепністю. Важко не втягнутися в це коло обдарованих юнаків, які змушені зустріти свою жорстоку, передчасну загибель».
Kirkus назвав роман «Ті, що вірили» однією з найкращих книжок року. Газета «Нью-Йорк Таймс» поставила її на 64 місце у своєму списку 100 найкращих книг 21 століття у 2024 році.

## Нагороди
| Рік      | Нагорода                           | Категорія                              | Результат      | Посилання     |
| -------- | ---------------------------------- | -------------------------------------- | -------------- | ------------- |
| 2018 рік | Нагорода Goodreads Choice Award за | Історична художня література           | Nominated—20th | [ 25 ]        |
| 2018 рік | Книжкова премія Los Angeles Times  | Художня література                     | Перемога       | [ 15 ]        |
| 2018 рік | Національна книжкова премія        | Художня література                     | Фіналіст       | [ 3 ]         |
| 2019 рік | Медаль Ендрю Карнегі               | Художня література                     | Перемога       | [ 1 ] [ 2 ]   |
| 2019 рік | Премія Чиказького огляду книг      | ?                                      | Перемога       | [ 26 ]        |
| 2019 рік | Пулітцерівська премія              | Пулітцерівська премія за художню книгу | Фвналіст       | [ 3 ] [ 4 ]   |
| 2019 рік | Відомі книги RUSA                  | Художня література                     | Вибірка        | [ 27 ] [ 28 ] |
| 2019 рік | Книжкова премія Стоунволла         | Література                             | Перемога       | [ 3 ] [ 29 ]  |

## Цензура
У квітні 2025 року режим Лукашенка додав книжку до Переліку друкованих видань, що містять інформаційні повідомлення та матеріали, поширення яких може завдати шкоди національним інтересам Білорусі.

## Переклад українською
2025 року у видавництві «Artbooks» вийшов український переклад роману. Перекладач — Сергій Стець.